# سداسي كربونيل الموليبدنوم
سداسي كربونيل الموليبدنوم هو مركب موليبدنوم عضوي صيغته Mo(CO)6، ويوجد على هيئة صلب أبيض إلى عديم اللون.
يصنف هذا المعقد التناسقي ضمن الكربونيلات الفلزية، وهو من المركبات السامة.

## التحضير
يحضر هذا المركب من اختزال كلوريد الموليبدنوم السداسي باستخدام غاز أحادي أكسيد الكربون تحت الضغط بوجود ثلاثي إيثيل الألومنيوم:
{\displaystyle \mathrm {MoCl_{6}\ +\ 6\ CO\ +\ 2\ Al(C_{2}H_{5})_{3}\ {\xrightarrow {\ }}Mo(CO)_{6}\ +\ 2\ AlCl_{3}\ +\ 3\ C_{4}H_{10}} }
أو من اختزال كلوريد الموليبدنوم الخماسي باستخدام سبيكة ديفاردا:
{\displaystyle \mathrm {MoCl_{5}\ +\ 6\ CO\ {\xrightarrow[{}]{Cu-Al}}\ Mo(CO)_{6}} }

## الخواص
يوجد المركب في الشروط القياسية على هيئة صلب أبيض عديم اللون، ويتميز بخواصه المتطايرة، وبعدم ثباتبته تجاه أكسجين الهواء والرطوبة. وتكون حالة الأكسدة للموليبدنوم في هذا المعقد صفر.\
لهذا المعقد بنية جزيئية ثمانية السطوح تتألف من ست ربيطات من CO تحيط بذرة موليبدنوم مركزية.